# Amathyntis athyra
Amathyntis athyra är en fjärilsart som beskrevs av Edward Meyrick 1911. Amathyntis athyra ingår i släktet Amathyntis och familjen äkta malar.
Artens utbredningsområde är Sri Lanka. Inga underarter finns listade i Catalogue of Life.